# Federalnaja sluzjba bezopasnosti
 For alternative betydninger, se FSB. (Se også artikler, som begynder med FSB)
Federalnaja sluzjba bezopasnosti (FSB) (russisk: ФСБ, Федеральная служба безопасности Российской Федерации) er den føderale sikkerhedstjeneste i Rusland, der tager sig af indenrigsopgaver. FSB er den vigtigste efterfølger til sovjettidens Tjeka, NKVD og KGB.
Tjenesten blev etableret i 1995 og beskæftiger sig med kontraspionage, intern sikkerhed, grænsesikkerhed, kontraterrorisme og overvågning. Dens hovedkvarter er beliggende på Lubjanka-pladsen i Moskva, hvor også KGB havde sit hovedkvarter.
Oprindeligt hed sikkerhedstjenesten FSK, men præsident Boris Jeltsin besluttede i 1995, at organisationen skulle omdannes og udvides, hvorefter navnet blev ændret. Siden 2004 har FSB som følge af et præsidentielt dekret været underlagt det russiske justitsministerium.
Efterretninger i udlandet varetages af SVR.